# Cormorant Island, British Columbia
Cormorant Island är en ö i Kanada.   Den ligger i provinsen British Columbia, i den sydvästra delen av landet, 3 800 km väster om huvudstaden Ottawa. Arean är 4,7 kvadratkilometer.
Terrängen på Cormorant Island är platt. Öns högsta punkt är 94 meter över havet. Den sträcker sig 3,0 kilometer i nord-sydlig riktning, och 3,8 kilometer i öst-västlig riktning.